# Abisara neavei
Abisara neavei é uma borboleta da família Riodinidae. Ela pode ser encontrada na Nigéria, Camarões, República Democrática do Congo, Uganda, Ruanda, Burundi, Quénia, Tanzânia e Zâmbia. O habitat natural desta borboleta localiza-se em florestas de galeria, bem como em florestas submontanas.
As larvas alimentam-se de Maesa lanceolata.

## Subespécies
- A. n. neavei (Uganda, Ruanda, Burundi, Quénia ocidental, norte-oeste da Tanzânia, República Democrática do Congo (Kasai, Lomami, Lualaba, Tanganika e Maniema)
- A. n. congdoni Kielland, 1985 (Tanzânia)
- A. n. dollmani Riley, 1932 (República Democrática do Congo: a sul, para Lualaba e Shaba, a norte da Zâmbia)
- A. n. kivuensis Riley, 1932 (República Democrática do Congo: nordeste para Uele, Ituri e Kivu)
- A. n. latifasciata Riley, 1932 (Nigéria, noroeste dos Camarões)
- A. n. mahale Kielland, 1978 (oeste da Tanzânia: Montanhas Mahale, especialmente na encosta ocidental do Monte Kungwe)